# 不義
不義（ふぎ）は、かつて中国と日本の律で定められた犯罪類型である。一つの犯罪ではなく、複数の犯罪をまとめた概念で、大別して、上司・教師など目上の人に対する殺人と、妻が夫の喪に服さないことの二つがある。中国では十悪の9番目、日本では八虐の八番目で、減刑・恩赦の対象から外されるなどの扱いを受けた。

## 日本

### 範囲
以下は養老律の規定である。唐律とほぼ同じだが、微妙に異なる点もある。
- 目上の人に対する殺人
  - 朝廷が従者として皇族・貴族に付けた帳内・資人が、主を殺す
  - 本籍地がある国の国守を殺す
  - 師を殺す - 律の本文は、現在業（教え）を受けている師とするが、疏（律の注釈）によれば業を成した場合には旧師も含む。師は、大学 ・国学という公立学校の師と、私学の師の両方を含む。
  - 吏卒が上司である官長を殺す - 吏卒は下級の職員。官長は四等官の長官と次官。

- 夫に対する服喪違反。夫の死後一年間、以下のことをすると不義になる。父母・祖父母に対する場合は不孝で八虐となった。
  - 死を知ったとき、哀しみを隠して表に出さない。
  - 音楽をたのしむ。
  - 喪服を着ない。
  - 結婚する。 - 再婚禁止期間の規定だが、律が禁止するのは正妻のみで、妾なら不義にならない。

### 量刑
斬か絞かの別はあるが、律において殺人は原則死刑で、不義であろうとなかろうと変わらない。しかし、身分特権など様々な減刑・恩赦があり、死刑にならないこともあった。八虐には減刑・恩赦の適用がないので、不義の殺人は必ず死刑になる定めである。
夫に服喪違反に対する刑は、徒二年から一年半になった。やはり減刑・恩赦の適用がない。不孝とされる父母・祖父母への服喪違反は量刑が同じで、八虐としての効果にも違いはない。分類が違うだけである。